# Johnny i Clementina a l'oest
Johnny i Clementina a l'oest (títol original, West and Soda) és una pel·lícula de comèdia western animada italiana de 1965 dirigida per Bruno Bozzetto. És una paròdia del gènere western estatunidenc tradicional. S'ha doblat al català.
En una entrevista, Bozzetto va afirmar haver inventat el gènere spaghetti western amb aquesta pel·lícula, un èxit que se sol atribuir a Sergio Leone amb el seu Per un grapat de dòlars que es va estrenar l'any anterior, però el desenvolupament del qual va començar més tard i va ser més ràpid que aquesta pel·lícula d'animació tradicional.

## Repartiment
| Personatge        | Veu original       |
| ----------------- | ------------------ |
| Johnny            | Nando Gazzolo      |
| Clementina        | Vittoria Febbi     |
| El cap            | Carlo Romano       |
| Ursus             | Luigi Pavese       |
| El prim           | Willy Moser        |
| Esmeralda         | Lydia Simoneschi   |
| El cavall del cap | Ferruccio Amendola |